# St. Martin’s Institute of Information Technology
Das St. Martin’s Institute of Information Technology (Abkürzung SMI) ist eine staatliche Hochschule auf Malta.
Das St. Martin’s Institute of Higher Education wurde 1985 mit dem Ziel gegründet, Computerunterricht zu erteilen. Durch einen stetigen Zulauf an Studenten erfolgte im Jahr 2000 eine Umwandlung zu einer staatlichen Hochschule statt. Mit der University of London wurde zunächst ein Bachelorprogramm („BSc (Hons)“) in Computing & Information Systems aufgebaut, ab 2005 zudem für Rechnungswesen, Bankwesen, Wirtschaft, Informatik, Wirtschaft, Englisch, Informationssysteme und Management mit der University of London und London School of Economics and Political Science.

## Departemente
- Department of Business, Entrepreneurship and Finance
- Department of Computing